# ホン・ギョン
ホン・ギョン（朝: 홍경、1996年2月14日 - ）は、韓国の俳優。マネジメントmmm所属。 

## 出演作品

### 映画
- 潔白（2020年） - アン・ジョンス 役
- 本当に遠い所（2021年） - チェ・ヒョンミン 役
- 声/姿なき犯罪者（2021年） - キム・ビョンジュン 役

### ドラマ
- 恋するレモネード（2017年、KBS2） - ウォン・ビョング 役
- LOVE ON THE BRAIN L&R～心のままロマンス～（2017年、oksusu） - テウ 役
- あなたが眠っている間に（2017年、SBS） - 脱走兵 役
- ジャグラス〜氷のボスに恋の魔法を～（2017年、KBS2） - ジャ・テイ 役
- ただ愛する仲（2017年、JTBC） - チェ・ソンジェ 役
- ライブ～君こそが生きる理由～（2018年、tvN） - マンヨン 役
- ライフ・オン・マーズ（2018年、OCN） - オ・ヨンス 役
- 町の弁護士 チョ・ドゥルホ2（2019年、KBS2） - ペク・スンフン 役
- ホテルデルーナ（2019年、tvN） - パン屋の男 役
- D.P. -脱走兵追跡官-（2021年、Netflix） - リュ・イガン 役
- ホンチョンギ（2021年、SBS） - チェ・ジョン 役
- デコピン一発が別れに及ぼす影響（2021年、KBS2） - ク・ウォンビン 役
- 弱いヒーロー class１（2022年、wavve） - オ・ボムソク 役
- 悪鬼（2023年、SBS） - イ・ホンセ 役

### MV
- テヨン「Can't Control Myself」（2022年1月17日）

## 受賞歴
- 第57回 百想芸術大賞 映画部門男性新人演技賞（2021年、『潔白』）[2]